# Заможне (Пологівський район)
Замо́жне (Альт-Монталь, Кургани, Старий Монталь, № 23) — село в Україні, у Токмацькій міській громаді Пологівського району Запорізької області. Населення становить 132 осіб. До 2020 орган місцевого самоврядування — Покровська сільська рада.
Село тимчасово окуповане російськими військами 24 лютого 2022 року в ході російсько-української війни.

## Географія
Село Заможне знаходиться на правому березі річки Чингул, вище за течією на відстані 1,5 км розташоване село Шевченкове, нижче за течією на відстані 3,5 км розташоване місто Молочанськ, на протилежному березі — місто Токмак. Річка в цьому місці звивиста, утворює лимани і стариці.

## Історія
- Лютеранське село Альт-Монталь засноване в 1805 році 30-ю сім'ями з Польської Пруссії, Бранденбурга та Мекленбурга.
- В 1809 році переселилося ще 20 сімей з Бадена та Ельзасу.
- В 1941 році депортовано чоловіче населення села у віці від 16 до 60 років.
- У липні 1943 року жителі виселені в Ватергау[1].
- 12 червня 2020 року, відповідно до розпорядження Кабінету Міністрів України № 713-р «Про визначення адміністративних центрів та затвердження територій територіальних громад Запорізької області», увійшло до складу Токмацької міської громади[2].
- 19 липня 2020 року, у результаті адміністративно-територіальної реформи та ліквідації Токмацького району, село увійшло до складу Пологівського району[3].

## Пам'ятки
Біля села Заможне знаходиться Чингульський курган — досліджена 1981 року археологічна пам'ятка із половецьким поховальним комплексом.